# Алтура (Виченца)
Алтура је насеље у Италији у округу Виченца, региону Венето.
Према процени из 2011. у насељу је живело 49 становника. Насеље се налази на надморској висини од 171 м.